# Lijst van zoogdieren met Nederlandse namen - S
Dit is een lijst van zoogdieren met Nederlandse namen met als beginletter van hun wetenschappelijke naam een S.
| Wetenschappelijke naam        | Eerste keuze                                                   | Overige Nederlandse namen                                         | Commentaar |
| ----------------------------- | -------------------------------------------------------------- | ----------------------------------------------------------------- | ---------- |
| Saccopteryx bilineata         | Tweestrepige zakvleermuis                                      |                                                                   |            |
| Saguinus bicolor              | Mantelaapje                                                    |                                                                   |            |
| Saguinus fuscicollis          | Bruinrugtamarin                                                |                                                                   |            |
| Saguinus geoffroyi            | Geoffroytamarin                                                | Geoffroypinché, Geoffroys tamarin, Roodnektamarin                 |            |
| Saguinus graellsi             | Rio Napotamarin                                                | Graells zwartrugtamarin                                           |            |
| Saguinus imperator            | Keizertamarin                                                  | snorrebaardtamarin                                                |            |
| Saguinus inustus              | Vlekkoptamarin                                                 |                                                                   |            |
| Saguinus labiatus             | Roodbuiktamarin                                                |                                                                   |            |
| Saguinus leucopus             | witvoettamarin                                                 | Witvoetaapje, Zilverbruine tamarin                                |            |
| Saguinus martinsi             | Martinsmantelaapje (als S. bicolor ochraceus: Okermantelaapje) |                                                                   |            |
| Saguinus melanoleucus         | Witte tamarin                                                  |                                                                   |            |
| Saguinus midas                | Roodhandtamarin                                                |                                                                   |            |
| Saguinus mystax               | Snortamarin                                                    |                                                                   |            |
| Saguinus niger                | Zwarthandtamarin                                               |                                                                   |            |
| Saguinus nigricollis          | Zwartrugtamarin                                                | Zwart mantelaapje                                                 |            |
| Saguinus oedipus              | Pinchéaapje                                                    | Katoentamarin, Gewone pinché, Lisztaapje                          |            |
| Saguinus pileatus             | Roodkoptamarin                                                 |                                                                   |            |
| Saguinus tripartitus          | Goudmanteltamarin                                              |                                                                   |            |
| Saiga tatarica                | Saïga                                                          | Saïga-antilope                                                    |            |
| Saimiri boliviensis           | Boliviaans doodshoofdaapje                                     |                                                                   |            |
| Saimiri oerstedii             | Geel doodshoofdaapje                                           | Roodrugdoodshoofdaapje                                            |            |
| Saimiri sciureus              | Grijsgroen doodshoofdaapje                                     | monki-monki, Gewoon doodshoofdaapje                               |            |
| Saimiri ustus                 | Goudrugdoodshoofdaapje                                         |                                                                   |            |
| Salanoia concolor             | Bruinstaartmangoeste                                           |                                                                   |            |
| Salpingotus crassicauda       | Koslowdwergspringmuis                                          |                                                                   |            |
| Sarcophilus harrisii          | Tasmaanse duivel                                               | Buidelduivel                                                      |            |
| Scalopus aquaticus            | Oost-Amerikaanse mol                                           |                                                                   |            |
| Scapanulus oweni              | Gansumol                                                       |                                                                   |            |
| Scapanus latimanus            | Californische mol                                              |                                                                   |            |
| Scapanus orarius              | West-Amerikaanse mol                                           |                                                                   |            |
| Scapanus townsendii           | Townsendmol                                                    |                                                                   |            |
| Scapteromys tumidus           | Argentijnse waterrat                                           |                                                                   |            |
| Scaptonyx fuscicaudus         | Langstaartmol                                                  |                                                                   |            |
| Sciurotamias davidianus       | Chinese rotseekhoorn                                           | Pater-Davidsrotseekhoorn                                          |            |
| Sciurus aberti                | Witstaarteekhoorn                                              | Aberts eekhoorn, kwatooreekhoorn                                  |            |
| Sciurus aestuans              | Braziliaanse eekhoorn                                          |                                                                   |            |
| Sciurus anomalus              | Kaukasuseekhoorn                                               |                                                                   |            |
| Sciurus arizonensis           | Arizona-eekhoorn                                               |                                                                   |            |
| Sciurus carolinensis          | Grijze eekhoorn                                                |                                                                   |            |
| Sciurus griseus               | Westelijke grijze eekhoorn                                     |                                                                   |            |
| Sciurus igniventris           | Peruaanse witnekeekhoorn                                       |                                                                   |            |
| Sciurus lis                   | Japanse eekhoorn                                               |                                                                   |            |
| Sciurus niger                 | zwarte eekhoorn                                                | Oostelijke voseekhoorn                                            |            |
| Sciurus vulgaris              | Eekhoorn                                                       | Gewone eekhoorn, Rode eekhoorn                                    |            |
| Scotonycteris ophiodon        | Slangentandvleerhond                                           |                                                                   |            |
| Scotonycteris zenkeri         | Zenkervleerhond                                                |                                                                   |            |
| Scotophilus borbonicus        | Kleine vale vleerhond                                          |                                                                   |            |
| Scutisorex somereni           | Pantserspitsmuis                                               | Oegandaschildspitsmuis, Kongopantserspitsmuis                     |            |
| Selevinia betpakdalaensis     | Woestijnslaapmuis                                              |                                                                   |            |
| Semnopithecus entellus        | Voor-Indische hoelman                                          | Hanumanlangoer, Gewone hoelman, Hoelman, hanoeman, gewone langoer |            |
| Semnopithecus hypoleucos      | Zwartvoethoelman                                               | Malabarlangoer                                                    |            |
| Semnopithecus johnii          | Nilgirilangoer                                                 | Gekapte zwarte langoer                                            |            |
| Semnopithecus priam           | Ceylonhoelman                                                  |                                                                   |            |
| Semnopithecus schistaceus     | Berghoelman                                                    |                                                                   |            |
| Semnopithecus vetulus         | Witbaardlangoer                                                | Paarsgezichtlangoer, wanderoe                                     |            |
| Setifer setosus               | Grote egeltenrek                                               | Egeltenrek                                                        |            |
| Setonix brachyurus            | Quokka                                                         | Ratkangoeroe                                                      |            |
| Sicista armenica              | Armeense berkenmuis                                            |                                                                   |            |
| Sicista betulina              | Berkenmuis                                                     |                                                                   |            |
| Sicista subtilis              | Driekleurige muis                                              |                                                                   |            |
| Sigmodon hispidus             | Katoenrat                                                      |                                                                   |            |
| Sigmodontomys aphrastus       | Harris' katoenrat                                              |                                                                   |            |
| Simias concolor               | Varkensstaartlangoer                                           | Pagehstompneusaap, Simakobu                                       |            |
| Sminthopsis crassicaudata     | Dikstaartsmalvoetbuidelmuis                                    |                                                                   |            |
| Sminthopsis murina            | Gewone smalvoetbuidelmuis                                      |                                                                   |            |
| Solenodon cubanus             | Almiqui                                                        | Cubaanse solenodon                                                |            |
| Solenodon paradoxus           | Agouta                                                         |                                                                   |            |
| Solisorex pearsoni            | Pearsonspitsmuis                                               |                                                                   |            |
| Sorex alpinus                 | Bergspitsmuis                                                  | Alpenspitsmuis                                                    |            |
| Sorex araneus                 | Bosspitsmuis                                                   | Gewone bosspitsmuis                                               |            |
| Sorex arcticus                | Poolspitsmuis                                                  |                                                                   |            |
| Sorex arizonae                | Arizonaspitsmuis                                               |                                                                   |            |
| Sorex bairdi                  | Bairds spitsmuis                                               |                                                                   |            |
| Sorex bendirii                | Pacifische waterspitsmuis                                      | Zuidzeespitsmuis                                                  |            |
| Sorex caecutiens              | Noordse spitsmuis                                              | Gemaskerde spitsmuis                                              |            |
| Sorex cansulus                | Gansuspitsmuis                                                 |                                                                   |            |
| Sorex cinereus                | Amerikaanse gemaskerde spitsmuis                               |                                                                   |            |
| Sorex coronatus               | Tweekleurige bosspitsmuis                                      |                                                                   |            |
| Sorex dispar                  | Langstaartspitsmuis                                            |                                                                   |            |
| Sorex fumeus                  | Rookspitsmuis                                                  |                                                                   |            |
| Sorex granarius               | Iberische bosspitsmuis                                         |                                                                   |            |
| Sorex haydeni                 | Haydens spitsmuis                                              |                                                                   |            |
| Sorex hoyi                    | Noord-Amerikaanse dwergspitsmuis                               |                                                                   |            |
| Sorex isodon                  | Grauwe spitsmuis                                               |                                                                   |            |
| Sorex kozlovi                 | Kozlovs spitsmuis                                              |                                                                   |            |
| Sorex longirostris            | zuidoostelijke spitsmuis                                       | Bachmans spitsmuis                                                |            |
| Sorex lyelli                  | Mount-Lyellspitsmuis                                           |                                                                   |            |
| Sorex merriami                | Merriams spitsmuis                                             |                                                                   |            |
| Sorex minutissimus            | Kleine dwergspitsmuis                                          | Dwergspitsmuis                                                    |            |
| Sorex minutus                 | Dwergspitsmuis                                                 |                                                                   |            |
| Sorex monticolus              | Amerikaanse bergspitsmuis                                      |                                                                   |            |
| Sorex ornatus                 | Californische spitsmuis                                        |                                                                   |            |
| Sorex pacificus               | Pacifische spitsmuis                                           |                                                                   |            |
| Sorex palustris               | Moerasspitsmuis                                                |                                                                   |            |
| Sorex preblei                 | Prebles spitsmuis                                              |                                                                   |            |
| Sorex pribilofensis           | Unalaskaspitsmuis                                              |                                                                   |            |
| Sorex samniticus              | Italiaanse bosspitsmuis                                        |                                                                   |            |
| Sorex sonomae                 | Mistspitsmuis                                                  |                                                                   |            |
| Sorex tenellus                | Inyospitsmuis                                                  |                                                                   |            |
| Sorex trowbridgii             | Trowbridges spitsmuis                                          |                                                                   |            |
| Sorex tundrensis              | Toendraspitsmuis                                               |                                                                   |            |
| Sorex vagrans                 | West-Amerikaanse spitsmuis                                     | Trekspitsmuis                                                     |            |
| Soriculus nigrescens          | Sikkimspitsmuis                                                |                                                                   |            |
| Sotalia fluviatilis           | Tucuxi                                                         |                                                                   |            |
| Sousa chinensis               | Chinese witte dolfijn                                          |                                                                   |            |
| Sousa teuszii                 | Kameroendolfijn                                                | Atlantische sousa                                                 |            |
| Spalacopus cyanus             | Koeroero                                                       | Coruro                                                            |            |
| Spalax ehrenbergi             | Ehrenbergs blinde muis                                         |                                                                   |            |
| Spalax graecus                | Oostelijke blindmol                                            |                                                                   |            |
| Spalax leucodon               | Westelijke blinde muis                                         | Westelijke blindmol, Westelijke blindmuis                         |            |
| Spalax microphthalmus         | Oostelijke blinde muis                                         |                                                                   |            |
| Speothos venaticus            | Boshond                                                        |                                                                   |            |
| Spermophilopsis leptodactylus | Afghaanse grondeekhoorn                                        |                                                                   |            |
| Spermophilus armatus          | Uintagrondeekhoorn                                             |                                                                   |            |
| Spermophilus beecheyi         | Californische grondeekhoorn                                    |                                                                   |            |
| Spermophilus beldingi         | Beldings grondeekhoorn                                         |                                                                   |            |
| Spermophilus citellus         | Siesel                                                         | Grondeekhoorn, siezel, Siesel, Europese ziesel                    |            |
| Spermophilus columbianus      | Columbiaanse grondeekhoorn                                     | Columbiagrondeekhoorn                                             |            |
| Spermophilus dauricus         | Daurische grondeekhoorn                                        |                                                                   |            |
| Spermophilus franklinii       | Franklingrondeekhoorn                                          |                                                                   |            |
| Spermophilus fulvus           | Gele grondeekhoorn                                             |                                                                   |            |
| Spermophilus lateralis        | Mantelgrondeekhoorn                                            |                                                                   |            |
| Spermophilus mexicanus        | Mexicaanse grondeekhoorn                                       |                                                                   |            |
| Spermophilus mohavensis       | Mohavegrondeekhoorn                                            |                                                                   |            |
| Spermophilus pygmaeus         | Dwerggrondeekhoorn                                             | dwergziesel                                                       |            |
| Spermophilus richardsonii     | Richardsongrondeekhoorn                                        |                                                                   |            |
| Spermophilus spilosoma        | Gevlekte grondeekhoorn                                         |                                                                   |            |
| Spermophilus suslicus         | Gevlekte soeslik                                               | Gevlekte ziesel, Soeslik                                          |            |
| Spermophilus tereticaudus     | Rondstaartgrondeekhoorn                                        |                                                                   |            |
| Spermophilus townsendii       | Townsendgrondeekhoorn                                          |                                                                   |            |
| Spermophilus tridecemlineatus | Dertienstreepgrondeekhoorn                                     |                                                                   |            |
| Spermophilus undulatus        | Parrygrondeekhoorn                                             |                                                                   |            |
| Spermophilus variegatus       | Rotsgrondeekhoorn                                              | Rotseekhoorn                                                      |            |
| Spermophilus washingtoni      | Washingtongrondeekhoorn                                        |                                                                   |            |
| Sphiggurus insidiosus         | Wolharig grijpstaartstekelvarken                               | Wolharig dwerggrijpstaartstekelvarken van Bahia                   |            |
| Sphiggurus melanurus          | Listig stekelvarken                                            |                                                                   |            |
| Sphiggurus mexicanus          | Mexicaans wolharig grijpstaartstekelvarken                     |                                                                   |            |
| Sphiggurus melanurus          | Listig stekelvarken                                            |                                                                   |            |
| Sphiggurus spinosus           | Zuid-Amerikaans wolharig dwerggrijpstaartstekelvarken          |                                                                   |            |
| Sphiggurus vestitus           | Bruin wolharig dwerggrijpstaartstekelvarken                    |                                                                   |            |
| Spilocuscus maculatus         | Gevlekte koeskoes                                              |                                                                   |            |
| Spilogale gracilis            | Westelijk gevlekt stinkdier                                    |                                                                   |            |
| Spilogale putorius            | Gevlekte skunk                                                 |                                                                   |            |
| Spilogale pygmaea             | Gevlekt dwergstinkdier                                         |                                                                   |            |
| Steatomys pratensis           | Vetmuis                                                        |                                                                   |            |
| Stenella attenuata            | Slanke dolfijn                                                 | Pantropische vlekdolfijn                                          |            |
| Stenella clymene              | Clymene-dolfijn                                                |                                                                   |            |
| Stenella coeruleoalba         | Gestreepte dolfijn                                             |                                                                   |            |
| Stenella frontalis            | Atlantische vlekdolfijn                                        | Gevlekte dolfijn, Noord-Atlantische dolfijn                       |            |
| Stenella longirostris         | Langsnuitdolfijn                                               | Spinnerdolfijn                                                    |            |
| Steno bredanensis             | Snaveldolfijn                                                  |                                                                   |            |
| Sturnira lilium               | Geelschoudervleermuis                                          |                                                                   |            |
| Suncus ater                   | Zwarte dikstaartspitsmuis                                      |                                                                   |            |
| Suncus etruscus               | Wimperspitsmuis                                                |                                                                   |            |
| Suncus madagascariensis       | Madagaskarspitsmuis                                            |                                                                   |            |
| Suncus megalura               | Bosklimspitsmuis                                               |                                                                   |            |
| Suncus mertensi               | Floresdikstaartspitsmuis                                       |                                                                   |            |
| Suncus murinus                | Muskusspitsmuis                                                | stinkmuis                                                         |            |
| Suncus remyi                  | Gabondwergdikstaartspitsmuis                                   |                                                                   |            |
| Sundamys muelleri             | Müllers rat                                                    |                                                                   |            |
| Surdisorex norae              | Molspitsmuis                                                   |                                                                   |            |
| Suricata suricatta            | Stokstaartje                                                   | Aardhondje, Soerikate, Surikat                                    |            |
| Sus barbatus                  | Baardzwijn                                                     | Kroesbaardzwijn                                                   |            |
| Sus bucculentus               | Vietnamees wrattenzwijn                                        |                                                                   |            |
| Sus cebifrons                 | Visayawrattenzwijn                                             | Filipijns knobbelzwijn                                            |            |
| Sus celebensis                | Celebeswrattenzwijn                                            | Celebeszwijn                                                      |            |
| Sus philippensis              | Filipijns wrattenzwijn                                         |                                                                   |            |
| Sus salvanius                 | Dwergzwijn                                                     |                                                                   |            |
| Sus scrofa                    | Wild zwijn                                                     | Ever, Everzwijn                                                   |            |
| Sus verrucosus                | Javaans wrattenzwijn                                           | Javaans wild zwijn, Penseelzwijn                                  |            |
| Sylvicapra grimmia            | Gewone duiker                                                  | Grijze duiker, Duikerbok                                          |            |
| Sylvilagus aquaticus          | Waterkonijn                                                    |                                                                   |            |
| Sylvilagus audubonii          | Woestijnkatoenstaartkonijn                                     | Audubons konijn                                                   |            |
| Sylvilagus bachmani           | Californisch konijn                                            | Bachmankonijn                                                     |            |
| Sylvilagus brasiliensis       | Braziliaans konijn                                             | tapiti                                                            |            |
| Sylvilagus cunicularius       | Mexicaanse katoenstaartkonijn                                  |                                                                   |            |
| Sylvilagus dicei              | Dices katoenstaartkonijn                                       |                                                                   |            |
| Sylvilagus floridanus         | Floridakonijn                                                  | katoenstaartkonijn, Gewone katoenstaart, Oostelijke katoenstaart  |            |
| Sylvilagus graysoni           | Tres Maríaskatoenstaart                                        |                                                                   |            |
| Sylvilagus insonus            | Omiltemikatoenstaartkonijn                                     |                                                                   |            |
| Sylvilagus mansuetus          | San José-Bachmankonijn                                         |                                                                   |            |
| Sylvilagus nuttallii          | Bergkatoenstaartkonijn                                         | Bergkonijn                                                        |            |
| Sylvilagus obscurus           | Appalachenkatoenstaart                                         |                                                                   |            |
| Sylvilagus palustris          | Moeraskonijn                                                   |                                                                   |            |
| Sylvilagus transitionalis     | New-Englandkatoenstaart                                        | Nieuw Engelandkonijn                                              |            |
| Symphalangus syndactylus      | Siamang                                                        | Siamanggibbon                                                     |            |
| Synaptomys borealis           | Noordelijke lemmingmuis                                        |                                                                   |            |
| Synaptomys cooperi            | Zuidelijke lemmingmuis                                         |                                                                   |            |
| Syncerus caffer               | Kafferbuffel                                                   | Afrikaanse buffel                                                 |            |

A · 
B ·
C ·
D ·
E ·
F ·
G ·
H ·
I ·
J ·
K ·
L ·
M ·
N ·
O ·
P ·
R ·
S ·
T ·
U ·
V ·
W ·
X ·
Z